# Spilogona pygmaea
Spilogona pygmaea är en tvåvingeart som beskrevs av Ringdahl 1951. Spilogona pygmaea ingår i släktet Spilogona och familjen husflugor. Arten är reproducerande i Sverige. Inga underarter finns listade i Catalogue of Life.